# Kane Tanaka
Kane Tanaka (田中カ子, født 2. januar 1903 i Fukuoka i Japan, død 19. april 2022) var verdens ældste person fra 10. marts 2019 indtil sin død i 2022.
Kane Tanakas fødeår 1903 er samme år som brødrene Wright i december fløj første gang. I sine sidste leveår boede hun på plejehjem, hvor hun spillede brætspil, løste matematikproblemer og drak sodavand og spiste chokolade.